# Облога Чембало
Облога Чембало — епізод війни між Генуезькою республікою та князівством Феодоро у союзі з Кримським улусом Золотої Орди. Війська Генуї під командою капітана армади, «золотого лицаря» (Cavaliere aurato) Карло Ломелліно нападом взяли місто Чембало, де оборонявся гарнізон князівства Феодоро.

## Передісторія
За договором 1381 хан Золотої Орди Тохтамиш, в подяку за допомогу проти Мамая, віддав у володіння Генуезькій республіці узбережжя Готії. Це поставило в невигідне становище князівство Феодоро, що знаходилося у васальних відносинах з Ордою, яке виявилося відрізаним від морських портів. Невдоволений таким становищем, князь Феодоро Олексій I вирішив розпочати боротьбу за вихід до моря. У 1422 — 1423 роках, заручившись моральною підтримкою еміра Кримського улусу Золотої Орди, він розпочав військові дії проти Генуї. Ця війна не принесла феодоритам особливого успіху, проте князь зміг побудувати на узбережжі фортецю-порт Каламіту.
Олексій діяв у союзі з ординським намісником у Криму Тегіне-беєм Ширинським. Повномасштабна війна із Генуєю вимагала максимальної концентрації сил. У 1343–1344 роках, на самому піку могутності Золотої Орди, хан Джанібек не зміг впоратися з Кафою. Князь Олексій міг виставити близько 1000 воїнів, татари могли зібрати близько 3000-4000 воїнів, але лише у Кафі налічувалося 6000 дворів. Намагаючись створити велику коаліцію, Тегіне намагався залучити до кампанії князя Свидригайла. Можливо, що й перебування у Криму князя Юрія Дмитровича було частиною цього плану.
Усі плани створення великої коаліції були порушені внаслідок суперечки про Великого князювання між князями Василем Васильовичем і Юрієм Дмитровичем. В результаті, в 1432 Тегіне посварився з золотоординським ханом Улуг-Мухаммедом і проголосив ханом Хаджі Девлет Ґерая. Проголошення Хаджі Ґерая давало можливість залучити на службу безліч огланів і найонів, що «козакували» в степу. У тому ж 1432 році князь Олексій встановив контакт із Венецією, що воювала з Генуєю. Венеційці навіть направили до Криму ескадру з 4-х галер із метою «з'ясувати, що збирається зробити пан Олексій, господар Готії, на користь нашої держави».
Нарешті, 1433 року князь Олексій розпочав активні дії. У лютому під стінами генуезької колонії Чембало з'явився невеликий загін феодоритів. У місті спалахнуло повстання, генуезці було вигнано, а Чембало перейшов під владу князя Олексія.
Консул Кафи Батісто де Ліхтарі, який був головним представником Республіки Святого Георгія в Криму, спробував відбити Чембало, але зазнав фіаско. Із захопленням Чембало феодоритами виникав ризик падіння Солдаї, гарнізон якої за Статутом 1449 року складався всього із 45 осіб (наприкінці XIV століття чисельність гарнізону коливалася від 12 до 80 осіб). У ситуації, що склалася, консул направив депешу в Геную з проханням про допомогу.
Повідомлення про падіння Чембало стало неприємним ударом уряду Республіки. Населення вимагало від дожа Арондо і Ради старійшин швидких дій у відповідь, але Республіка щойно закінчила не надто вдалу війну з коаліцією Венеції, Флоренції та Арагона і не мала грошей на спорядження експедиції. У результаті гроші знайшлися у Банку Святого Георгія, який розраховував взяти кримські колонії під своє пряме управління і виділив уряду кредит на спорядження експедиції. Гроші банку дозволяли найняти 20 кораблів і 6000 солдатів, включаючи членів екіпажу. Начальником експедиції став капітан армади, «золотий лицар» (cavaliere aurato) Карло Ломелліно (Carlo Lomellino, Dominus Carolus Lomellinus), син Набулеоне Ломелліно, правителя Корсики.
Підготовка експедиції велася в таємниці, але до лав воїнів запровадився венеційський шпигун, донос якого містить опис складу армії Генуї, маршрути та час пересування. На початку березня 1434 року підготовка армади була закінчена і вона виступила на острів Хіос. У складі ескадри знаходилися 10 нефів, 9 галер та 1 галіот. На острові ескадра ще майже три місяці набирала екіпажі та військові команди з мешканців архіпелагу. 30 травня 1434, поповнивши ескадру ще одним галіотом, капітан Ломелліно виступив до Босфору.
При виході армади в Чорне море один із галіотів був висланий до Синопу. На галіоті знаходився старший фортифікатор, який оголосив, що ескадра прямує до Трапезунду. Можливо, крім дезінформації, старший фортифікатор отримав від агентів у Синопі останні звістки про стан Чембало. 4 червня 1434 року армада Генуї досягла Чембало.

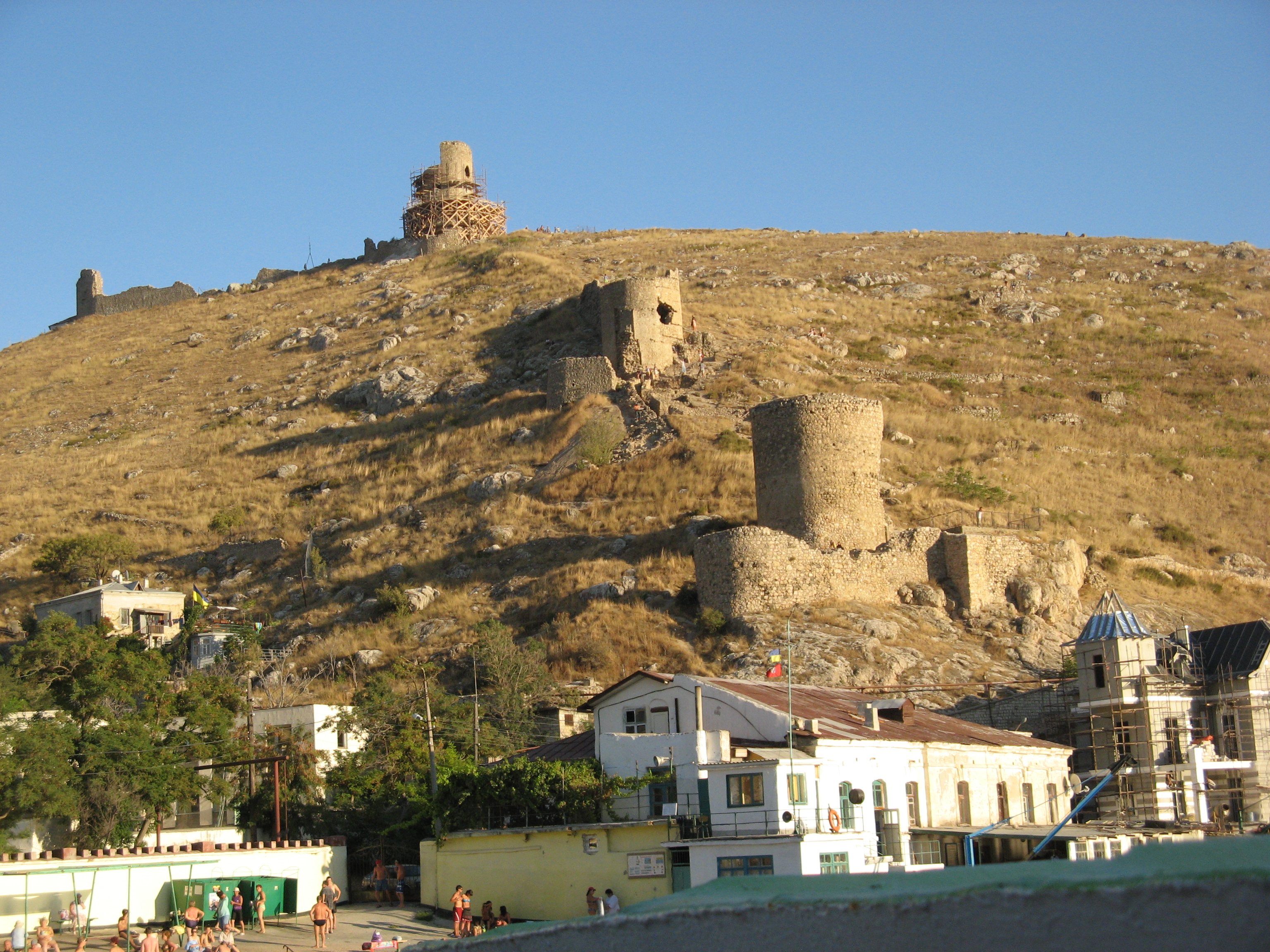
Сучасний стан цитаделі Чембало

## Фортифікації Чембало
Чембало складався з Верхнього міста Миколи Чудотворця та Нижнього міста Георгія Побідоносця. Верхнє місто, де знаходилися консульський замок, ратуша та невелика церква, розташовувалося на вершині скелі. З доступних сторін його оточували стіни, що примикали до 200-метрового урвища. У Нижньому місті вузлом оборони та найуразливішим місцем була кутова вежа, що стояла на початку гірського схилу. Від вежі відходили дві стіни. Одна стіна йшла вздовж берега бухти, повертала на мису та виходила до Верхнього міста. На мисі була вежа з ланцюгом, перекинутим на інший бік бухти. Цим ланцюгом перекривали доступ у бухту кораблям. Друга стіна піднімалася гірським схилом на вершину гори Кастрон, де стояла 15-ти метрова вежа-донжон. У донжоні знаходилася цистерна з водою, що надходила з джерела із сусідньої гори Спілія.

## Облога
У суботу 5 червня з нефів було спущено шлюпки зі штурмовими загонами. Вони попрямували до входу в гавань, перекриту ланцюгом. Після запеклого бою генуезцям вдалося розрубати ланцюг і флот Республіки увійшов до гавані.
Наступного дня, в неділю, на берег було висаджено десант, який блокував місто. Обложені спробували зробити вилазку, але були відбиті. У понеділок 7 червня розпочалася облога. Генуезці зняли з кораблів кілька бомбард і зосередили вогонь однією з веж (ймовірно, нижньої вежі Міста св. Георгія). Надвечір частина вежі і ділянка стіни, що примикала, обвалилися. До цього моменту городяни почали сумніватися у доцільності подальшого опору та відправили до Карло Ломелліно делегацію. Городяни пропонували здати місто в обмін на збереження життя та майна, але капітан відмовив, заявивши, що прийме лише беззастережну капітуляцію.
8 червня армія Республіки Святого Георгія пішла на штурм. Скориставшись тим, що вся увага оборонців була зосереджена на зруйнованій вежі, генуезці захопили ворота міста. Син князя Олексія, який командував гарнізоном, зібравши залишки феодоритських солдатів (близько 70 осіб), відступив у замок Святого Миколая. В останній сутичці на вершині скелі загинули всі феодорити, крім командира та кількох знатних людей з його оточення. Захоплене місто капітан віддав на розграбування, при якому, як пише очевидець, «винищено було багато громадян».

## Наслідки
Після заняття Чембало настала черга феодоритського порту Каламіти. 9 червня частина галер вийшла з бухти та висадила біля Каламіти десант. Генуезці зажадали від городян здатися, потім отримали відповідь про готовність до здачі за збереження життя і майна. У цьому випадку мешканці обіцяли відкрити ворота увечері 10 червня. Друга частина генуезької армії виступила з Чембало суходолом. Досягши міста, генуезці вишикувалися в бойові порядки і рушили на штурм. Опір їм ніхто не чинив. Увірвавшись у місто, солдати Генуї виявили, що городяни пішли з міста, забравши з собою все майно. Залишившись без законних трофеїв, генуезці зрадили місто вогню і повернулися до Чембало.
11 червня армія Республіки виступила до Кафе. Сам капітан Ломелліно вирушив уперед і 12 червня в Кафе скликав військову раду, на якій було прийнято рішення наступати на Солхат — столицю Кримського улусу Золотої орди.